# Vogul
El vogul també anomenat mansi és una llengua uraliana parlada per més de 3.000 persones a l'Okrug de Khanti-Mansi (Rússia). Segons Karjalainen i Ahlquist, es dividien en quatre dialectes que comprenien els següents territoris:
- Septentrional (regió de Lozva superior i Sosva)
- Oriental (al riu Konda i afluents)
- Occidental (als marges de Pelymka i Vasgilsk i curs inferior i mitjà del Lozva)
- Meridional (regió de Iavda).

La llengua es caracteritza, segons Karjalainen, per:
- Forta harmonia vocàlica de l'ugrofinès *s > t, com tän, del finès suone, i *sh > t, com tengaer (talp).
- Declinació rica en posposicions, i amb el dual.
- Conjugació subjectiva i objectiva, com rati (batre) – ratilem (jo el bato).

Exemple de vogul amb la traducció al català:
Man ault olep jegov! tak jälpenlachte nag namen...
Pare nostre que ets al cel, sigui santificat el teu nom...